# Osaka Metro400系電車
Osaka Metro400系電車（おおさかメトロ400けいでんしゃ）は、2023年（令和5年）より導入を開始した大阪市高速電気軌道（Osaka Metro）中央線用の通勤形電車である。

## 概要
2021年（令和3年）12月9日に導入が発表され、2025年（令和7年）開催予定の大阪・関西万博開催に伴う中央線の輸送力増強、および老朽化に伴う20系、他線に転用する24系の置き換えを目的に6両編成×23本138両が新製導入された。
2011年（平成23年）に運行開始した御堂筋線用30000系（31系）以来12年ぶり（大阪市交通局の民営化後初）となる新形式で、2018年（平成30年）の開発当初の仮称は「40000系」であった。日立製作所が受注し、同社笠戸事業所で製造されている。
第1編成は2022年（令和4年）10月31日に車両基地へ搬入され、12月7日に緑木車両工場で報道公開された。
2023年（令和5年）6月24日に中央線森ノ宮駅で出発式が行われ、翌25日から運行開始した。
形式の『400』のうち百位は30000系に続く車両として、また中央線専用の形式であるため十位を『0』と設定、編成番号は新交通システムの南港ポートタウン線と同様にハイフンで区切る形が採られている。
2024年（令和6年）には鉄道友の会よりローレル賞を受賞した。
また、30000A系と近鉄7000系、近鉄7020系とともに万博輸送に運用されている。

## 車体
デザインは奥山清行が担当し、宇宙船をイメージしたデザインとなっている。2025年の大阪・関西万博に向けて中央線をOsaka Metroが展開する「活力インフラ」の中心となる夢洲へのアクセス路線と位置付け、それに相応しい近未来的なデザインになるものとして採用された。
車体は前頭部を含めアルミニウム合金製であり、アルミダブルスキン構造と摩擦攪拌接合（FSW）の採用により車体の強度向上を図った。前頭部は三次元削り出し加工とし、曲線の製作をより高精度で美しいものとした。前面はガラス面積を拡大し、展望性を重視したものとした。前照灯は四隅にLED式のものを配置し、機能面とデザイン性を両立したものとしている。また貫通扉は大型となり、近鉄線内及び中央線内のワンマン運転対応として防曇機能付きガラスとワイパーを配置している。
側面は近年整備が続く可動式ホーム柵への対応として、車体の扉部分に配色を行うものとした。扉の配色は中央線のラインカラーである緑色（スペクトリウムグリーン）を基本に、車いす・ベビーカースペースや優先席付近のドアは青色、クロスシート車両のドアは灰色としている。

## 車内
人間工学に配慮されたデザイン（エルゴノミクスデザイン）を目指し、モノトーンの空間に多色使いの座席を配置する構成を基本とした。また、モダンなインテリア空間を演出するため、天井を落ち着いた配色とした上で側壁・床面を明るい配色とした。

### 座席
主にロングシートが設置されているが、4号車は目的地に向かって移動するワクワク感の演出やパーソナルスペースの確保を目的に固定式クロスシートが設置されている。座席幅は1人当たり470 mmを確保している。座席は全て住江工業製である。
ロングシートは扉間が5人掛け、車端部（優先座席）が3人掛けであり、モケットは一般席が緑色系、優先座席が青色系である。1人ごとにモケットをやや異なる色とすることで、定員着座の促進を図ったものとしている。扉間は従来車の6人掛けから減少したが、出入口スペースの拡大により、大きな荷物を持った利用客への配慮を行っている。また、従来車より背ずりを50 mm高くしている。
4号車は扉間に1人掛けのクロスシートを3列配置し、モケットは灰色系である。設計段階では転換式や2人掛けも検討されたが、前者は扉間に設置できる座席が2列に減少すること、後者は短距離利用が多い路線特性から窓側の利用客が乗降しにくいことから3列固定式となった。

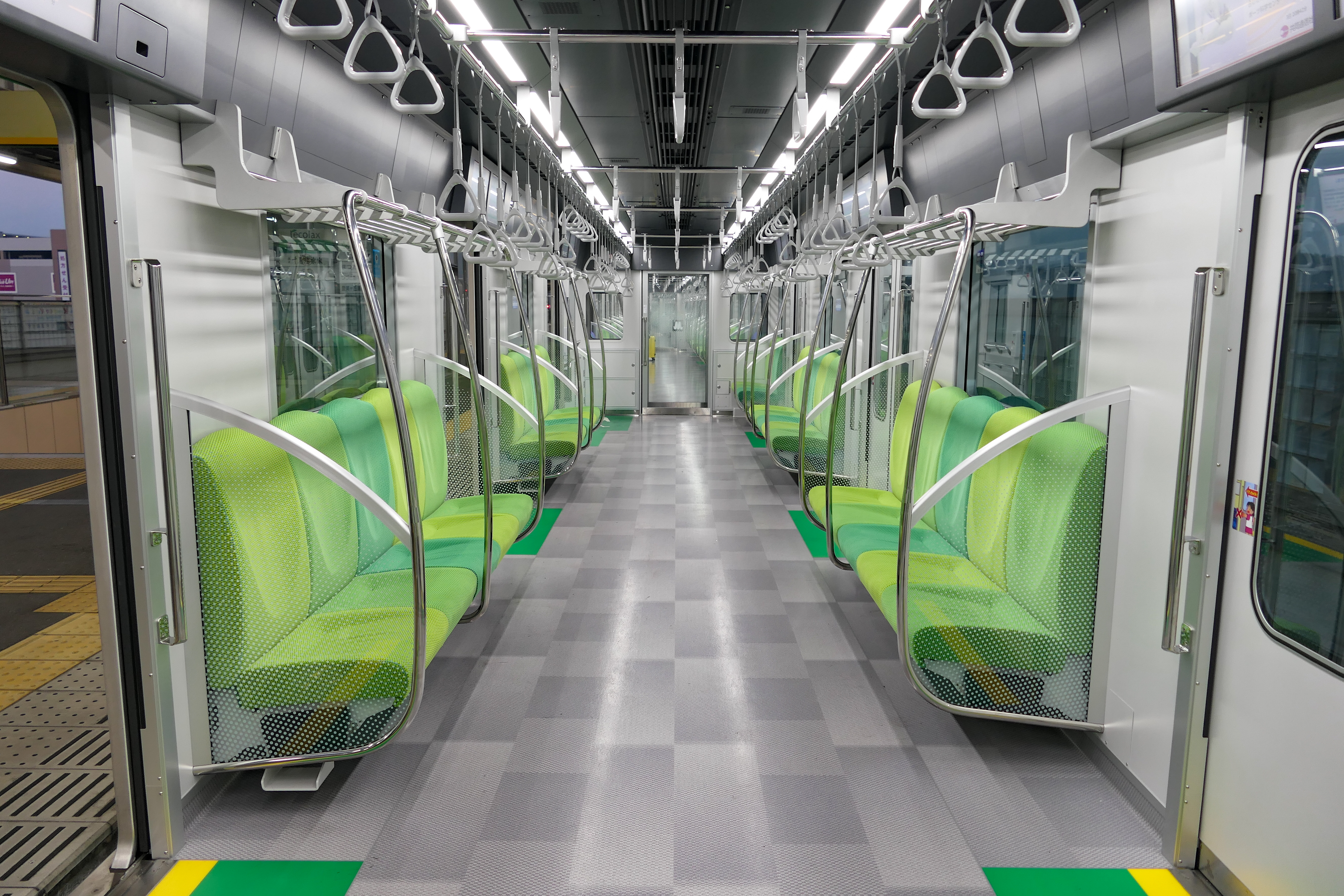
ロングシート車内 （402-07）
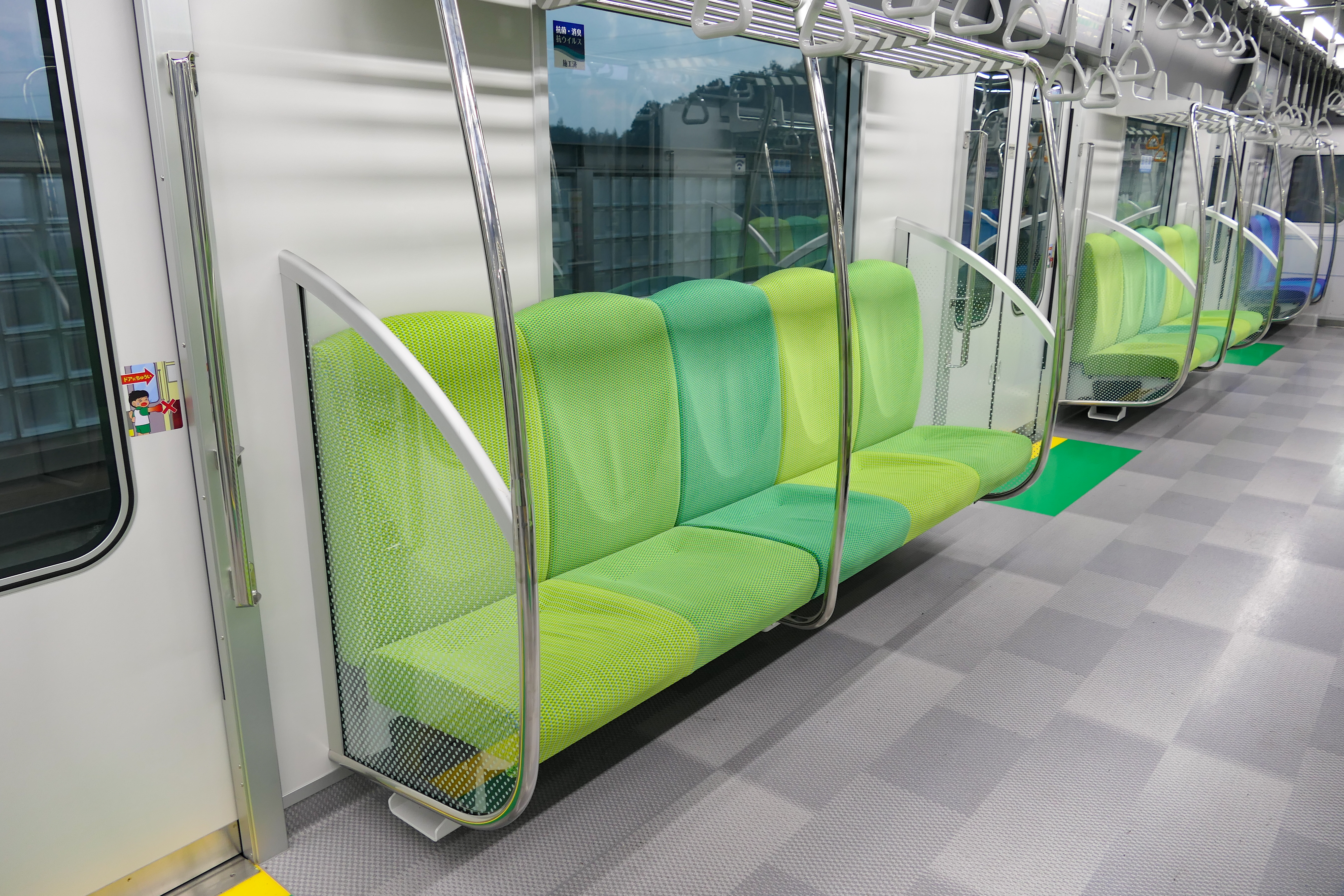
色分けされたロングシート
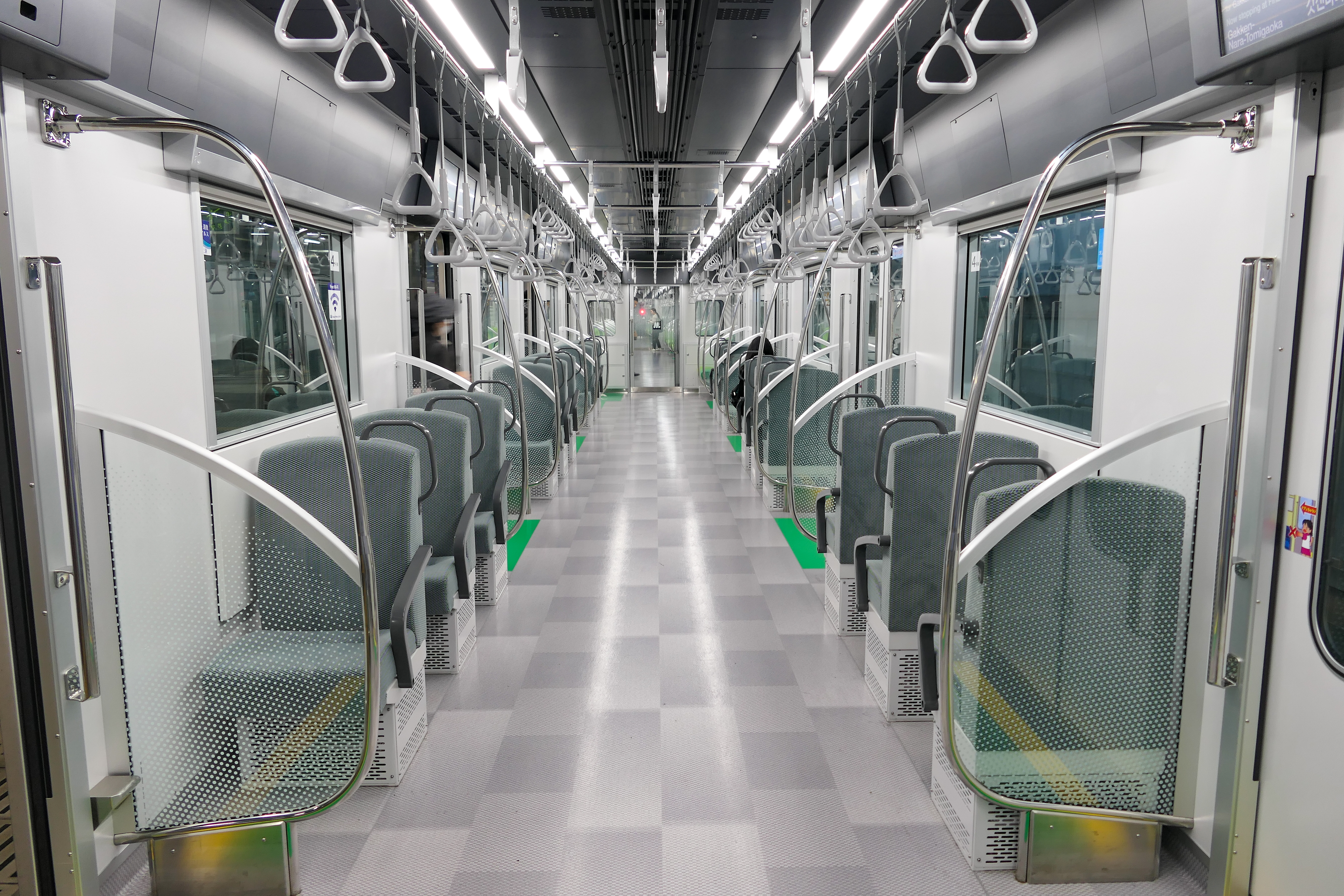
クロスシート車内 （408-07）
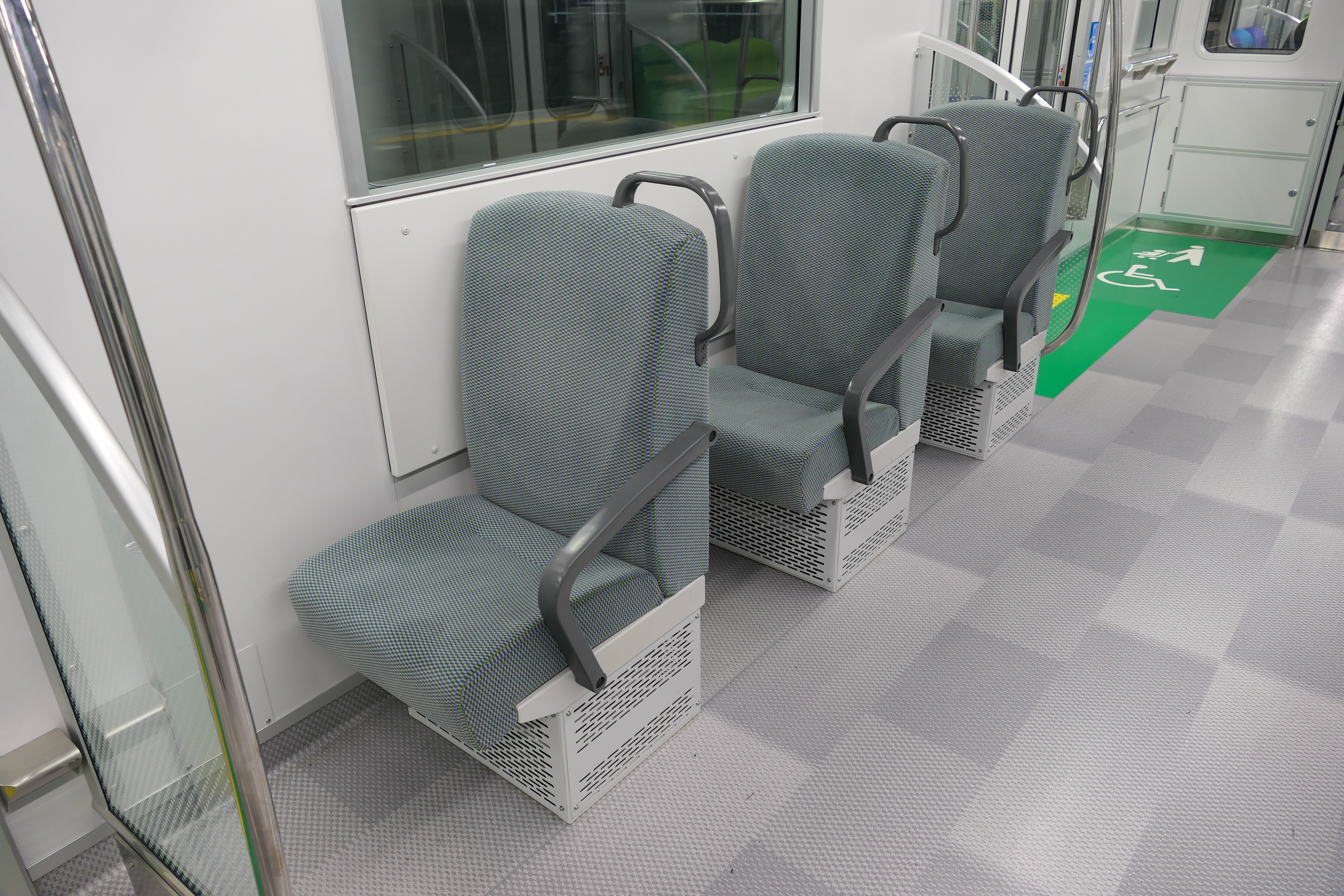
固定式クロスシート
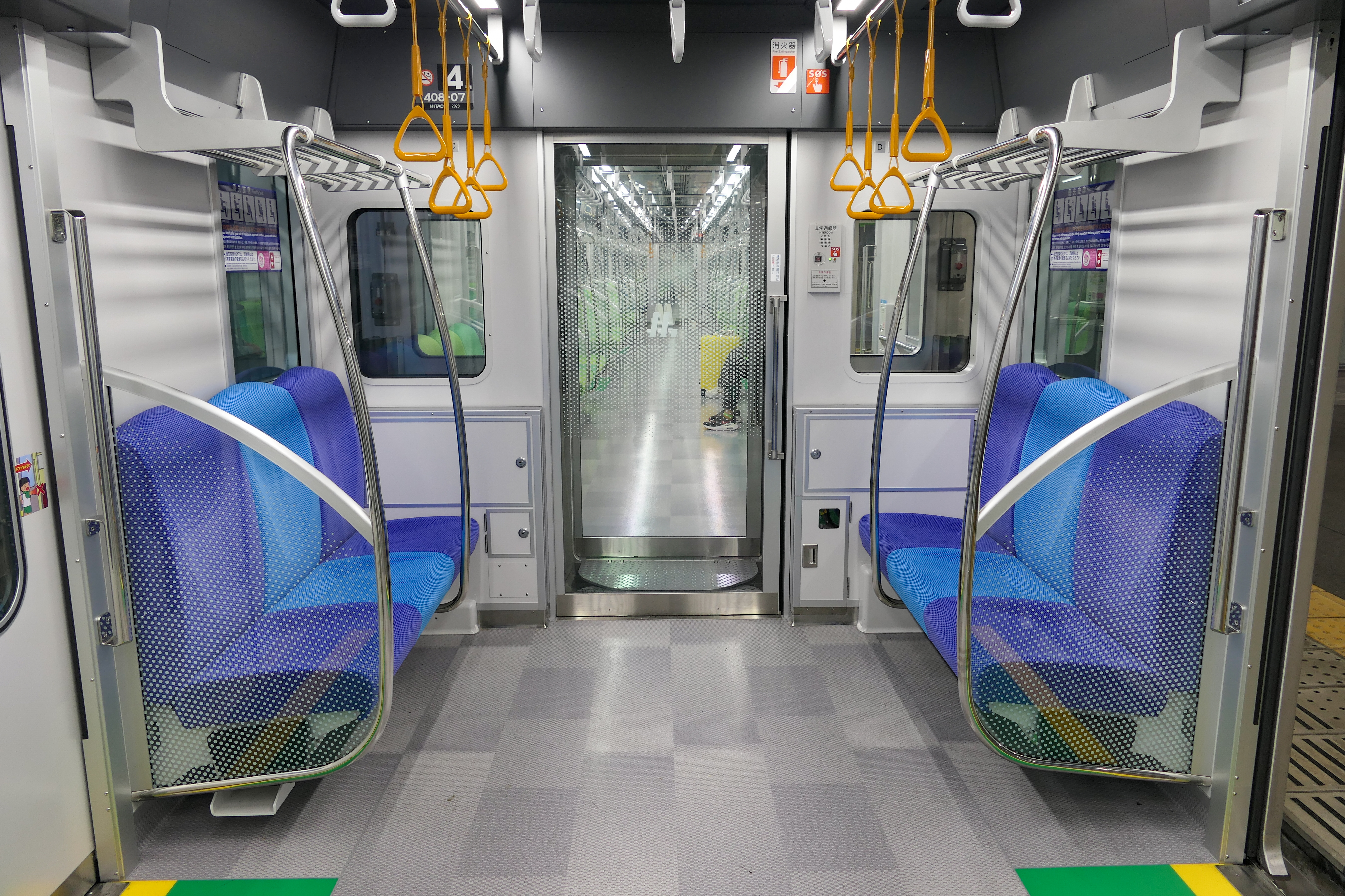
優先席 （408-07）
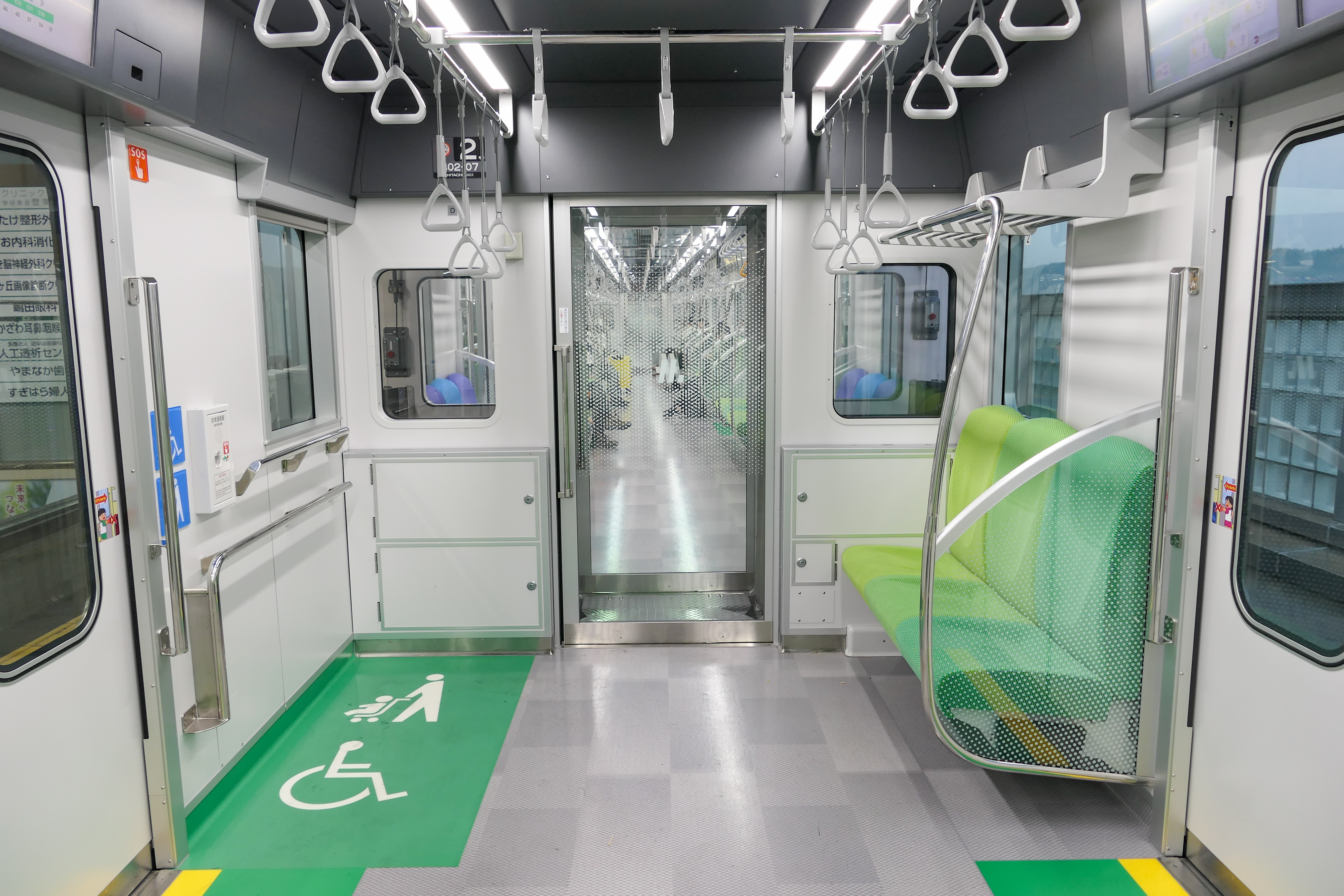
車椅子スペース （402-07）

### 設備
先頭車の連結面側車端部にはUSB Type-Aポート付きのカウンターを設置した。作業スペースやコミュニティスペースとしての利用が想定されている。電源コネクタは当初コンセントやUSB Type-Cも検討されたが、前者は海外からの旅客の場合は規格が異なる場合があるため、後者は鉄道車両用のものが設計段階では開発されていないため、一般的に流通しており汎用性の高いType-Aが採用された。なお、このポート部分は異なる規格に変更が可能な設計としている。カウンターの向かいは乗務員室に収まりきらない機器を収納するため、窓のない機器室となっている。また、全車両にWi-Fiを設置している。
従来、千鳥配置になっていたドア上部の液晶ディスプレイによる車内案内表示装置は全ドア上配置に変更された。大型ディスプレイ（21.5インチ）が採用されており、路線や駅、乗り換え等の案内や広告などが表示される。案内は日本語、英語、中国語、韓国・朝鮮語の4か国語に対応している。
車いす・ベビーカースペースは従来車と同様に全車1か所の配置だが、先頭車は車端部に前述のカウンターと機器室を配置するため、扉間の設置に変更している（中間車は従来車同様の車端部に設置）。
乗降口部の床は識別が容易になるよう黄色に着色し、また扉下のレールを一部切り欠き、車いすやベビーカーの通行に配慮したものとしている。また、優先座席付近のつり革は橙色としているほか、荷物棚の高さを従来車より100 mm引き下げている。30000A系と同様に床面の主電動機点検蓋（トラップドア）は省略された。
照明は間接式LEDとなっている。
防犯カメラは1両に4台、空気清浄機（パナソニック製ナノイーX）は1両に8台設置している。また、車内点検蓋の錠にはディンプル錠を使用している。
戸閉装置はOsaka Metro初の電気式となった。直流ブラシレスモーターを使用したラック・アンド・ピニオン式で、無通電時に扉が施錠状態にできるよう電磁ロック装置を設けたほか、戸挟み・引き込みを検知した際は自動で開閉力を弱める機構を備えている。

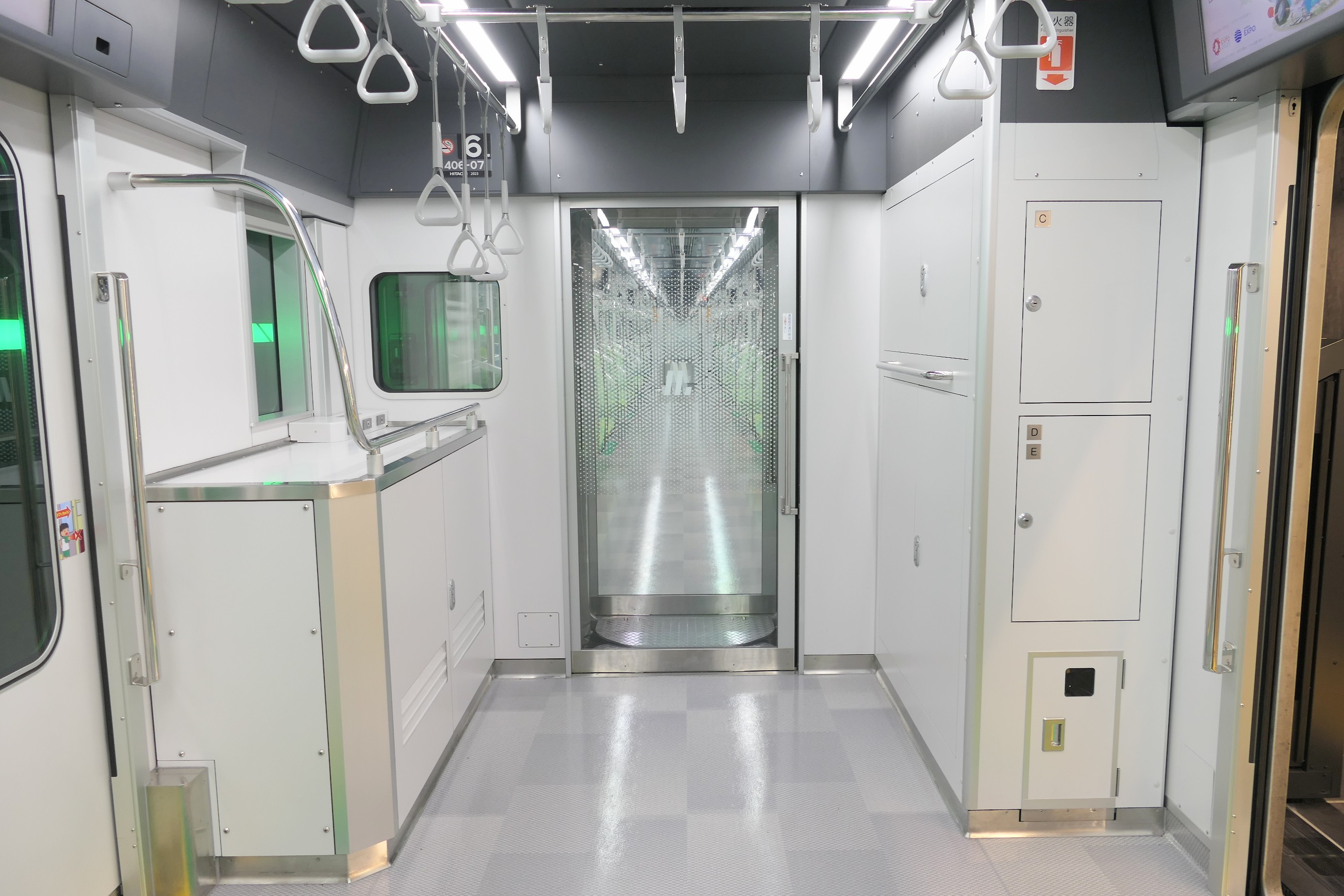
機器室が設けられている先頭車車端部
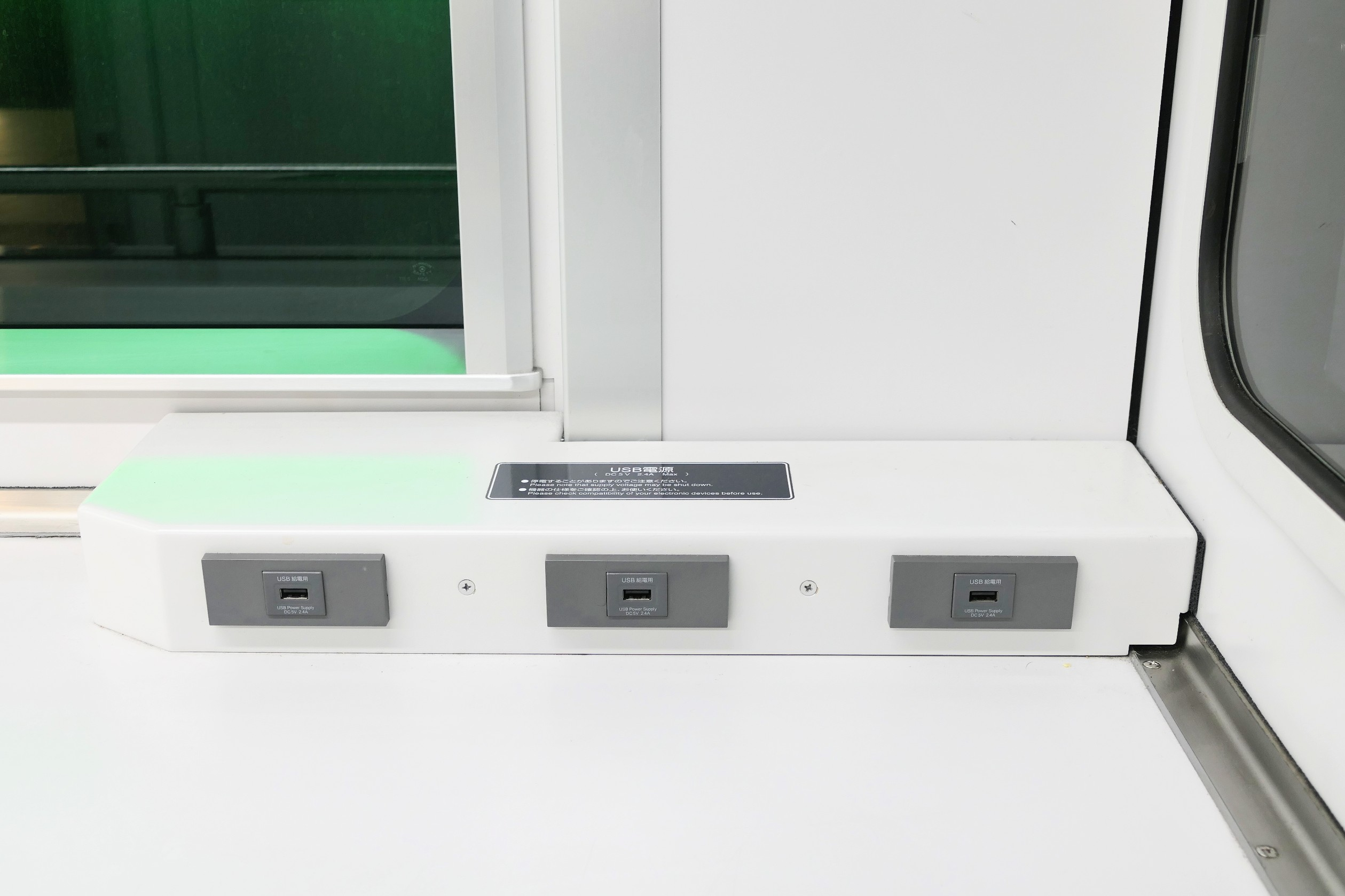
カウンター上のUSBポート
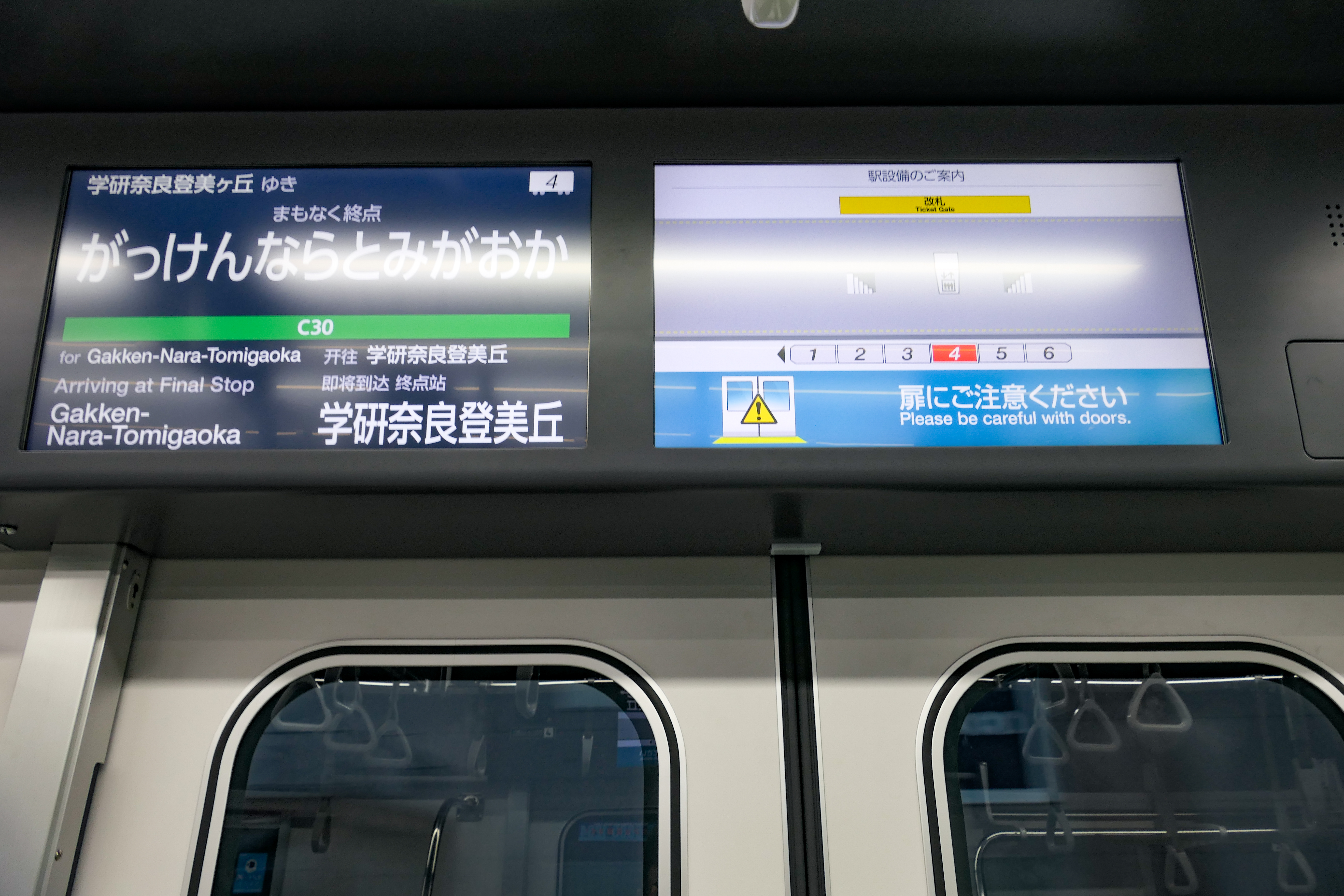
ドア上部の液晶ディスプレイ
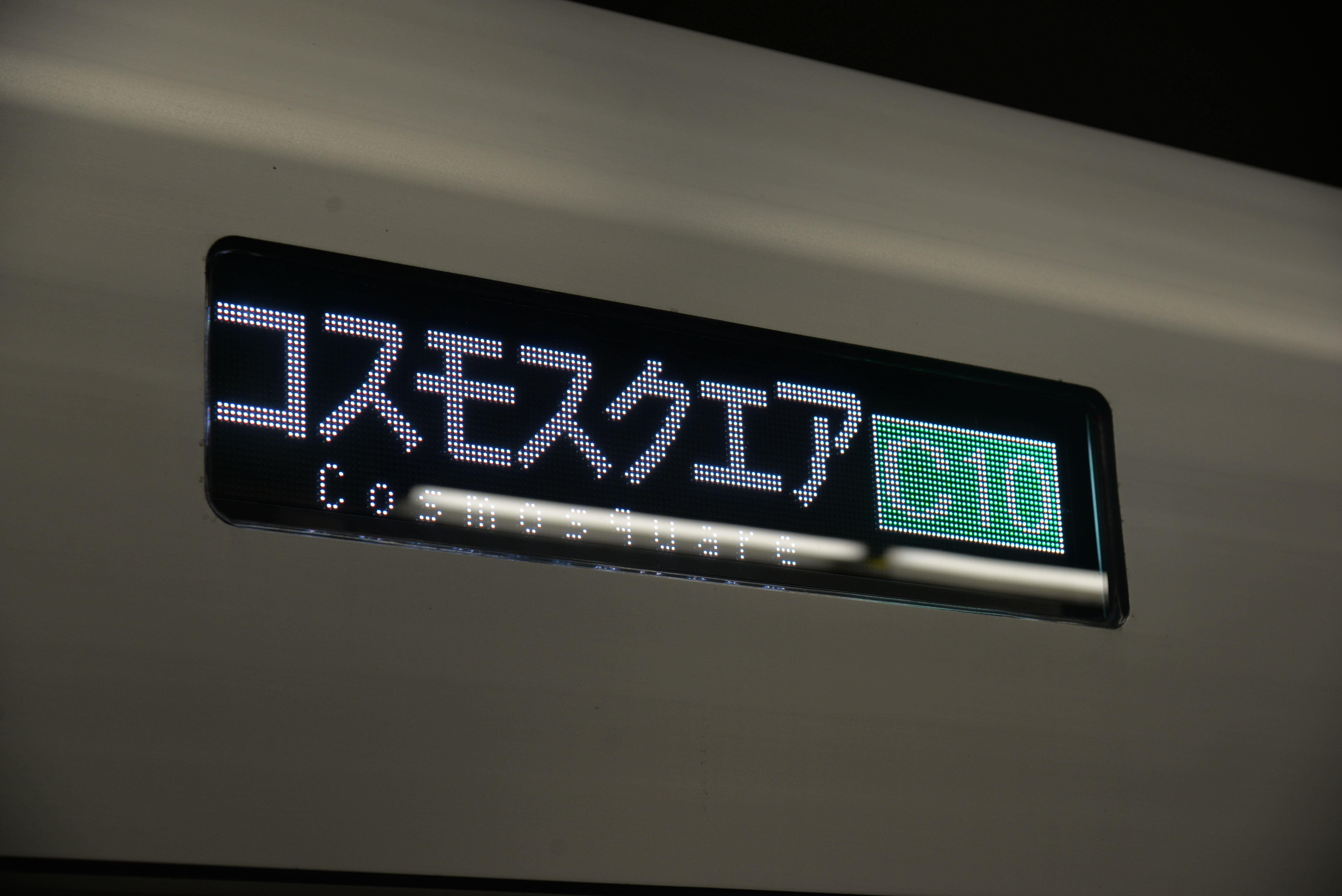
フルカラーLEDの側面方向幕

乗務員室と客室を仕切る扉は、デザインの検討段階では全体がガラスだったものの、構造的な問題などから第1 - 7編成はガラス部分を上半分のみに変更して落成した。しかし、完成した車両を見たデザイナーから「多くの方が前面展望を楽しめるよう、やはりガラスをもっと大きくしてほしい」という意見が出たため、第8編成からはガラス面積が足元近くまであるタイプに再度変更された。また、既存の編成についても、順次ガラス面積が足元近くまであるタイプに交換される予定である。

### 運転台
運転台はワンハンドルマスコンとグラスコックピットを採用。マスコンはデッドマン装置を装備し、ATO運転やワンマン運転への対応設備として、ATO出発スイッチや扉開閉スイッチなどを配置している。なお、ATO出発スイッチは近鉄線内で使用する抑速ブレーキスイッチとの共用であり、抑速ブレーキは右のスイッチで投入、左のスイッチで解除となる。車両側方監視用のモニタが設置され、合わせて日除けをカーテン式に変更、下部を覆う日除けも新設されている。

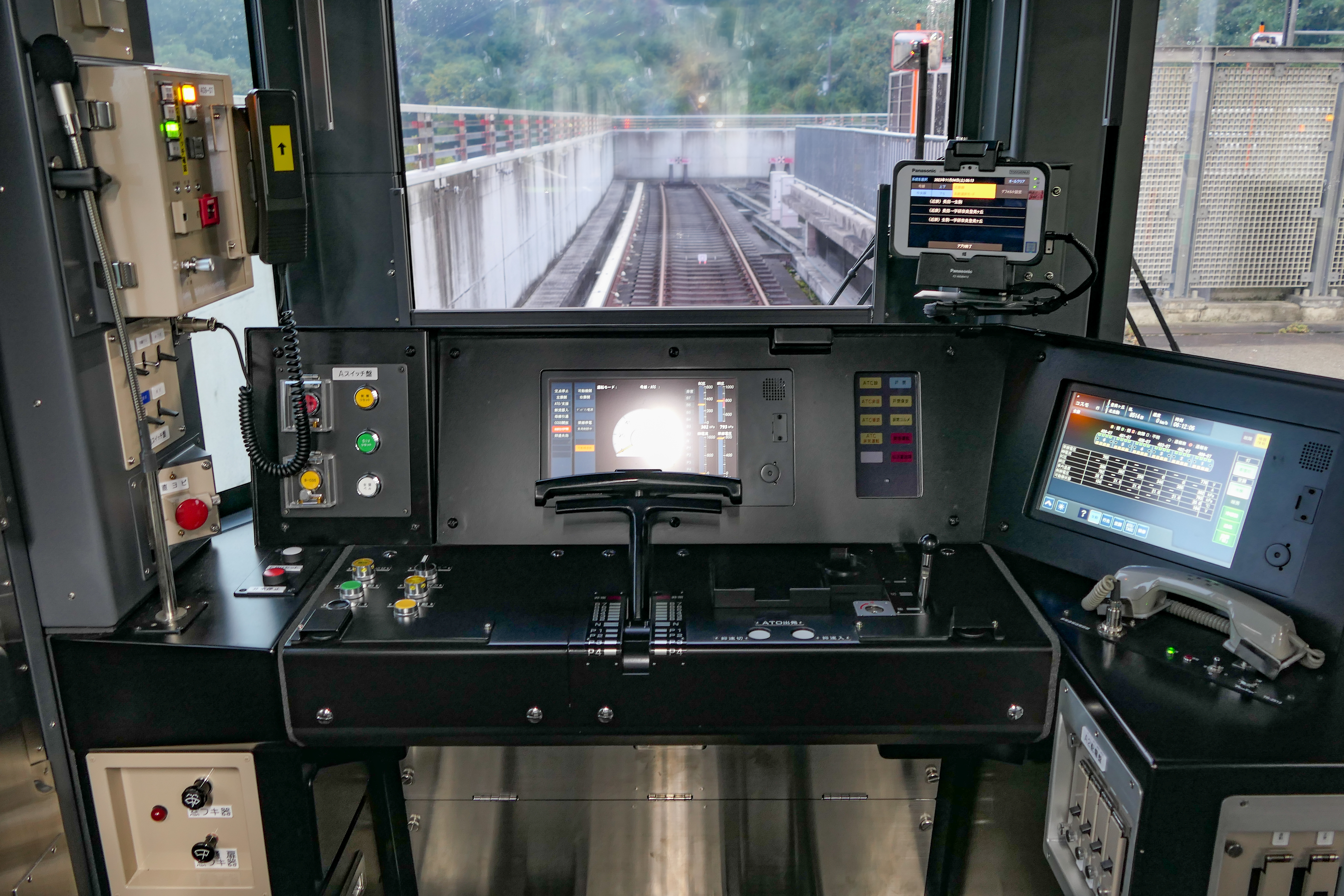
運転台

## 主要機器
制御装置は日立製作所製で、Osaka Metro初のハイブリッドSiCモジュール使用のIGBT素子VVVFインバータ制御（VFI-HR2415M、1C2M2群構成）が各電動車に搭載されている。補助電源装置も同じく日立製作所製の静止形インバータ（SVI-H118A、容量180 kVA）で、制御装置とは異なり、フルSiC適用MOSFET素子のものを両先頭車に搭載する。冗長性確保などのため並列同期運転方式とした。
主電動機は、日立製作所製 EFO-K60 で、各電動車に4基搭載されている。駆動方式は従来車と同様の歯車可撓継手（WN継手）使用の中実軸平行カルダン駆動方式、歯車比は99/16（6.19）としている。
集電靴は、東芝製 TC-27 で、401・403・406・409形の両側に搭載されている。
電動空気圧縮機は、三菱電機製 URC1200SD-I を両先頭車に搭載する。潤滑油が不要なオイルフリー形で、Osaka Metroでは初めてスクロール式が採用された。
制動装置は、電気指令式のFBC作用装置と受信装置を各車両に搭載している。
連結器は先頭車運転台側が密着式、それ以外が半永久式としている。
冷房装置は、東芝製セミ集中式のもの（RPU-6042、容量25.6 kW）を各車2基搭載する。車内温度・車内湿度・車外温度・乗車率・カレンダー機能の情報を基にした自動制御機能とAI（人工知能）を用いた学習・予測制御機能を有する。暖房装置は座席下の吊り下げ式としている。
台車は30000A系に続き日本製鉄製ボルスタレス・モノリンク軸箱支持であり、電動台車が SS-191M 、付随台車が SS-191T（メトロ形式WS-400）となっている。

## 編成表
2025年（令和7年）4月1日現在
| ← 夢洲・コスモスクエア長田・学研奈良登美ヶ丘 → | ← 夢洲・コスモスクエア長田・学研奈良登美ヶ丘 → | ← 夢洲・コスモスクエア長田・学研奈良登美ヶ丘 → | ← 夢洲・コスモスクエア長田・学研奈良登美ヶ丘 → | ← 夢洲・コスモスクエア長田・学研奈良登美ヶ丘 → | ← 夢洲・コスモスクエア長田・学研奈良登美ヶ丘 → | ← 夢洲・コスモスクエア長田・学研奈良登美ヶ丘 → | ← 夢洲・コスモスクエア長田・学研奈良登美ヶ丘 → | ← 夢洲・コスモスクエア長田・学研奈良登美ヶ丘 → |
| ---------------------------------------------- | ---------------------------------------------- | ---------------------------------------------- | ---------------------------------------------- | ---------------------------------------------- | ---------------------------------------------- | ---------------------------------------------- | ---------------------------------------------- | ---------------------------------------------- |
| 形式                                           | 406-00 （Tc1）                                 | 401-00 （Mb1）                                 | 408-00 （T2）                                  | 403-00 （Mb2）                                 | 402-00 （M3）                                  | 409-00 （Tc2）                                 | 竣工                                           | 備考                                           |
| 搭載機器                                       | SIV CP                                         | VVVF                                           |                                                | VVVF                                           | VVVF                                           | SIV CP                                         | 竣工                                           | 備考                                           |
| 車両番号                                       | 406-01                                         | 401-01                                         | 408-01                                         | 403-01                                         | 402-01                                         | 409-01                                         | 2022/11/22                                     |                                                |
| 車両番号                                       | 406-02                                         | 401-02                                         | 408-02                                         | 403-02                                         | 402-02                                         | 409-02                                         | 2023/03/09                                     |                                                |
| 車両番号                                       | 406-03                                         | 401-03                                         | 408-03                                         | 403-03                                         | 402-03                                         | 409-03                                         | 2023/04/14                                     |                                                |
| 車両番号                                       | 406-04                                         | 401-04                                         | 408-04                                         | 403-04                                         | 402-04                                         | 409-04                                         | 2023/05/27                                     |                                                |
| 車両番号                                       | 406-05                                         | 401-05                                         | 408-05                                         | 403-05                                         | 402-05                                         | 409-05                                         | 2023/06/23                                     |                                                |
| 車両番号                                       | 406-06                                         | 401-06                                         | 408-06                                         | 403-06                                         | 402-06                                         | 409-06                                         | 2023/07/25                                     |                                                |
| 車両番号                                       | 406-07                                         | 401-07                                         | 408-07                                         | 403-07                                         | 402-07                                         | 409-07                                         | 2023/08/22                                     |                                                |
| 車両番号                                       | 406-08                                         | 401-08                                         | 408-08                                         | 403-08                                         | 402-08                                         | 409-08                                         | 2023/09/22                                     |                                                |
| 車両番号                                       | 406-09                                         | 401-09                                         | 408-09                                         | 403-09                                         | 402-09                                         | 409-09                                         | 2023/11/28                                     |                                                |
| 車両番号                                       | 406-10                                         | 401-10                                         | 408-10                                         | 403-10                                         | 402-10                                         | 409-10                                         | 2023/12/21                                     |                                                |
| 車両番号                                       | 406-11                                         | 401-11                                         | 408-11                                         | 403-11                                         | 402-11                                         | 409-11                                         | 2024/01/26                                     |                                                |
| 車両番号                                       | 406-12                                         | 401-12                                         | 408-12                                         | 403-12                                         | 402-12                                         | 409-12                                         | 2024/02/16                                     |                                                |
| 車両番号                                       | 406-13                                         | 401-13                                         | 408-13                                         | 403-13                                         | 402-13                                         | 409-13                                         | 2024/04/30                                     |                                                |
| 車両番号                                       | 406-14                                         | 401-14                                         | 408-14                                         | 403-14                                         | 402-14                                         | 409-14                                         | 2024/05/16                                     |                                                |
| 車両番号                                       | 406-15                                         | 401-15                                         | 408-15                                         | 403-15                                         | 402-15                                         | 409-15                                         | 2024/06/19                                     |                                                |
| 車両番号                                       | 406-16                                         | 401-16                                         | 408-16                                         | 403-16                                         | 402-16                                         | 409-16                                         | 2024/07/26                                     |                                                |
| 車両番号                                       | 406-17                                         | 401-17                                         | 408-17                                         | 403-17                                         | 402-17                                         | 409-17                                         | 2024/08/27                                     |                                                |
| 車両番号                                       | 406-18                                         | 401-18                                         | 408-18                                         | 403-18                                         | 402-18                                         | 409-18                                         | 2024/09/30                                     |                                                |
| 車両番号                                       | 406-19                                         | 401-19                                         | 408-19                                         | 403-19                                         | 402-19                                         | 409-19                                         | 2024/10/21                                     |                                                |
| 車両番号                                       | 406-20                                         | 401-20                                         | 408-20                                         | 403-20                                         | 402-20                                         | 409-20                                         | 2024/12/26                                     |                                                |
| 車両番号                                       | 406-21                                         | 401-21                                         | 408-21                                         | 403-21                                         | 402-21                                         | 409-21                                         | 2025/01/21                                     |                                                |
| 車両番号                                       | 406-22                                         | 401-22                                         | 408-22                                         | 403-22                                         | 402-22                                         | 409-22                                         | 2025/02/25                                     |                                                |
| 車両番号                                       | 406-23                                         | 401-23                                         | 408-23                                         | 403-23                                         | 402-23                                         | 409-23                                         | 2025/03/31                                     |                                                |

凡例
- VVVF：制御装置
- SIV：補助電源
- CP：空気圧縮機
- ■：クロスシート車